# 格奥尔基·利利亚克
格奥尔基·利利亚克（羅馬尼亞語：Gheorghe Liliac，1959年4月22日—），罗马尼亚男子足球运动员，司职守门员。他曾代表罗马尼亚国家队参加1990年国际足联世界杯，结果队伍止步十六强。